# Communauté de communes du Thelle Bray
La communauté de communes du Thelle Bray (CCTB) est une  ancienne communauté de communes française, située dans le département 
de l'Oise. Elle a été dissoute à la fin de l'année 2006.

## Historique
Le 1er janvier 2004, six des 19 communes qui la composaient (Goincourt, Le Mont-Saint-Adrien, Pierrefitte-en-Beauvaisis, Saint-Léger-en-Bray, Saint-Martin-le-Nœud et Saint-Paul) ont quitté l'intercommunalité pour rejoindre la communauté d'agglomération du Beauvaisis (CAB), réduisant de 40 % les bases fiscales de la CCTB.
La CCTB, « au bord du gouffre financier » a été dissoute en 2006.
La répartition des dettes de l'intercommunalité, d'abord fixée en fonction des investissements réalisés sur chaque territoire par un arrêté préfectoral, mais contestée par la commune d'Auneuil, a été fixée ensuite par répartition à parts égales par toutes les communes par un arrêté préfectoral du 4 novembre 2008. Cet arrêté est contesté en justice par douze des communes membres de l'ancienne intercommunalité.

## Composition
Cette communauté de communes était composée, après le départ de six communes en 2004, par les communes suivantes :  
| Nom                      | Code Insee | Gentilé        | Superficie (km2) | Population (dernière pop. légale) | Densité (hab./km2) |
| ------------------------ | ---------- | -------------- | ---------------- | --------------------------------- | ------------------ |
| Auneuil (siège)          | 60029      |                | 27,33            | 2 959 (2015)                      | 108                |
| Auteuil                  | 60030      | Auteuillois    | 11,92            | 569 (2014)                        | 48                 |
| Beaumont-les-Nonains     | 60054      | Beaumontois    | 9,53             | 347 (2014)                        | 36                 |
| Berneuil-en-Bray         | 60063      |                | 15,15            | 791 (2014)                        | 52                 |
| Jouy-sous-Thelle         | 60327      |                | 12,78            | 1 051 (2014)                      | 82                 |
| La Houssoye              | 60319      |                | 6,50             | 613 (2014)                        | 94                 |
| La Neuville-Garnier      | 60455      |                | 7,85             | 261 (2014)                        | 33                 |
| Le Mesnil-Théribus       | 60401      |                | 6,61             | 807 (2014)                        | 122                |
| Porcheux                 | 60510      |                | 4,71             | 510 (2014)                        | 108                |
| Troussures               | 60649      |                | 5,18             | 184 (2014)                        | 36                 |
| Valdampierre             | 60652      | Valdampierrois | 8,67             | 949 (2014)                        | 109                |
| Villers-Saint-Barthélemy | 60681      |                | 9,90             | 520 (2014)                        | 53                 |
| Villotran                | 60694      | Villotrannais  | 5,18             | 287 (2014)                        | 55                 |

## Administration

### Liste des présidents
| Période                                  | Période | Identité           | Étiquette | Qualité           |
| ---------------------------------------- | ------- | ------------------ | --------- | ----------------- |
| Les données manquantes sont à compléter. |         |                    |           |                   |
| ?                                        | 2006    | Christiane Renault |           | Maire de Porcheux |

.

## Sources
- le splaf
- la base aspic